# Анрі В'єтан
Анрі В'єтан (фр. Henri François Joseph Vieuxtemps; 17 лютого 1820, Верв'є — 6 червня 1881, Мустафе, Алжир) — бельгійський скрипаль, композитор і педагог. Один із засновників бельгійської національної скрипкової школи. Концертував і викладав у Росії (1838—40, 1845—52). Написав 7 концертів для скрипки з оркестром, твори на російські теми. Професор Брюссельскої консерваторії. Майстерність В'єтана як віртуозного срипаля високо цінував, зокрема, Т. Шевченко.

## Історія
Учень Шарля Беріо. З початку 30-х років XIX ст. концертував у багатьох країнах. У 1838 році уперше виступив у Петербурзі. В 1845—52 роках придворний соліст у Петербурзі, викладав і концертував. У Росії В'єтан створив свої найкращі скрипкові твори, у тому числі 4-й концерт з оркестром, а також фантазію на тему «Аскольдової могили» Олексія Верстовського, п'єси на російські оперні й народні теми. В 1871—73 роках професор Брюссельської консерваторії (його учень — Ежен Ізаї).
Анрі В'єтан — один з найвизначніших скрипалів романтичного напрямку. Для творів В'єтана характерні блискуча віртуозна фактура, декоративна барвистість написаного. Найзначніші 7 концертів для скрипки з оркестром, що справили значний вплив на розвиток цього жанру. По класу скрипки у нього навчався румунський композитор Едуард Кауделла.

### Український культурний контекст
Значний музичний потенціал столиці Галичини, наполегливість місцевих меломанів та їх енергійні спроби заснувати музичне товариство, аналогічне до інших товариств Європи, цілеспрямована діяльність у цьому напрямі принесли свої плоди: 1838 року Товариство врешті отримало офіційний дозвіл з Відня. ГМТ за час свого існування (під різними назвами) розгорнуло надзвичайно інтенсивну концертну і просвітницьку діяльність. 16 червня 1842 року відбувся концерт тоді 23 річного скрипаля й композитора Анрі В'єтана, який виконав „Концерт E-Dur“

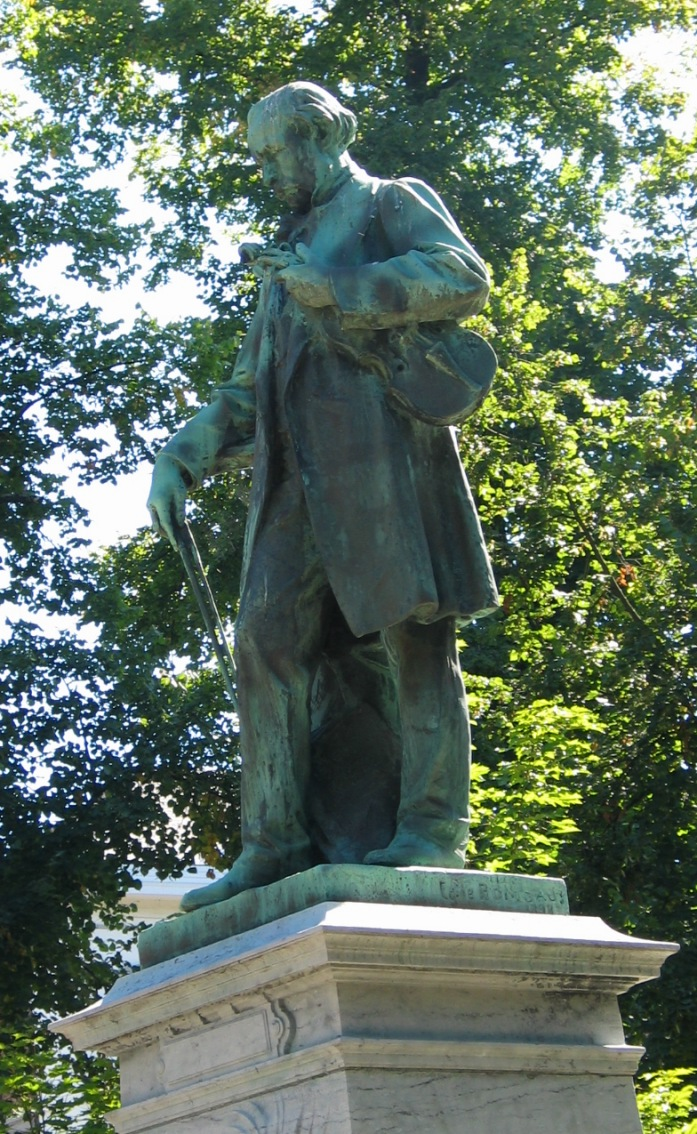
Меморіал у Верв'є